# Wrociwoj
Wrociwoj – staropolskie imię męskie. Składa się z członu Wroci- ("wrócić, wrócić się, przywrócić") i -woj ("wojownik"). Może zatem oznaczać "ten, który przywróci siłę bojową". 
Wrociwoj imieniny obchodzi 26 grudnia.